# Arno Breitmeyer

Drapeau d’une Gau du NSRL.

Arno Breitmeyer, né le 19 avril 1903 à Berlin et mort à une date non certaine en 1944 ou 1945, fut un dirigeant du sport allemand sous le régime nazi. Il eut une carrière sportive intéressante dans le domaine de l’aviron. En 1933, il devint responsable de la rubrique sportive du Völkischer Beobachter'.

## Biographie
Né à Berlin, Arno Breitmeyer rejoignit le NSDAP en mai 1933. Il y progressa dans la hiérarchie pour devenir un important dirigeant des sports du Troisième Reich. Breitmeyer fut d’abrod conseiller et vice-président du Nationalsozialistischer Reichsbund für Leibesübungen, le ministère nazi des Sports qui était alors dirigé par Hans von Tschammer und Osten.
Tschammer chargea Breitmeyer de rédiger de copieux rapports illustrés sur la réorganisation des activités sportives en Allemagne. A. Breitmeyer se mit au travail avec le concours d’Heinrich Hoffmann, le photographe personnel d’Adolf Hitler. Le premier volume fut mis sous presse en 1934 et édité par le Fonds allemand d’aide aux Sports. Alors que le travail comportait quatre imposants volumes, seuls les deux premiers furent publiés. L’objet de ces ouvrages était d’inciter à la pratique du sport selon la doctrine nationale-socialiste. Ce fut un ensemble de textes et de photographies clairement orientées, dans le but de faire la propagande du nazisme et des différentes structures existantes comme les SA, NSKK, le BDM, les Jeunesses hitlériennes…
À la mort de Tschammer en 1943, Arno Breitmeyer fut nommé Reichssportführer.
Il existe des controverses quant à la réelle attitude d’Arno Breitmeyer durant le régime nazi. Certaines sources considèrent qu’il fut un SS  connu pour ses vues antisémites. D’autres sources par contre estiment que s'il rejoignit le mouvement relativement tôt et y fit preuve d’un certain zèle, son but était essentiellement de protéger son épouse qui avait des origines juives.
Breitmeyer fut aussi un Oberregierungsrat, c'est-à-dire candidat pour devenir membre du Reichstag en 1938. Au moment de sa mort en 1944, il portait le grade de Brigadeführer au sein des SA (équivalent à Général Major – 2 étoiles - dans l’armée américaine.)
Le successeur de Breitmeyer au poste de Reichssportführer fut Karl Ritter von Halt.

## Travaux
- Arno Breitmeyer & P. G. Hoffmann, Sport und Staat. Im Auftrage des Reichssportführers, Selbstverlag des Hilfsfonds für den Deutschen Sport, 1934. (2 vols)[6].